# Bebo

Bebo

Bebo es el acrónimo de "Blog early, blog often" que es una red social fundada en enero de 2005. Bebo es similar a otras redes sociales, te permite:  compartir fotos, enlaces, vídeos, aficiones e historias con quien quieras desde un solo lugar, conectar con amigos, familiares, compañeros de clase o de trabajo y nuevas amistades (aunque sean miembros de otra red social), recibir recomendaciones sobre música, vídeos, artículos y juegos, conocer a otros usuarios con gustos similares, dibujar en una pizarra virtual o en la de otros miembros. Fue fundada por el matrimonio de Michael Birch y Xochi Birch. Fue comprado por AOL el 13 de marzo de 2008 por 850 millones de dólares. Bebo es una red social a la que se puede acceder a través de Internet y a través de servicios WAP ofrecidos por ciertos proveedores de Telefonía móvil. Tiene sitios en EE. UU., Reino Unido, Irlanda, Australia, Nueva Zelanda, Canadá, Polonia, Francia, Alemania, Italia, España, India y los Países Bajos. 

## Perfiles
Bebo es similar a otros sitios de redes sociales. Cada perfil deberá incluir dos módulos, una sección de comentarios en la que otros usuarios pueden dejar un mensaje y una lista de los amigos del usuario. Los usuarios pueden elegir entre muchos más módulos para agregar. De manera predeterminada, cuando una cuenta se crea el perfil es privado, lo que limita el acceso a los amigos específicamente añadidos. El usuario puede seleccionar el "perfil público" como opción para que el perfil sea visible para otros usuarios. Los Perfiles pueden ser personalizados diseñando los fondos del perfil.
Los perfiles pueden incluir encuestas a sus amigos, comentarios, álbumes de fotos que permite al usuario cargar un número ilimitado de imágenes con un límite máximo de 48 por cada álbum, una lista de bandas de las cuales el usuario es fan, compartir videos, enlaces.
Los miembros pueden ver los cambios recientes que sus amigos han introducido en su página de inicio. Estos cambios pueden incluir subida de fotos, nuevos vídeos añadidos, etc.

## Opciones de privacidad
Bebo ofrece tres niveles de privacidad. Perfiles públicos que pueden ser vistos por cualquier usuario, excepto que los perfiles de los usuarios menores de 16 años son vistos solamente por usuarios registrados. Perfiles privados que solo ven los perfiles de sus amigos y miembros de alguna escuela o universidad a la que se ha unido. Perfiles totalmente privados son los que no se han sumado a una escuela y de manera directa solo sus amigos pueden ver su perfil. Si un usuario elige el "perfil público", también puede establecer restricciones de edad a los que puedan ponerse en contacto. Las restricciones de edad no se aplican directamente a los amigos. Bebo también permite al usuario establecer sus fotos privadas, de modo que sólo sus amigos las puedan ver y puede impedir que otros las vean.